# Giuseppe Vilardi
Giuseppe Vilardi (Reggio Calabria, 6 marzo 1899 – 8 maggio 1972) è stato un imprenditore, dirigente sportivo e politico italiano, presidente della Reggina Calcio poi e deputato all'Assemblea Costituente.

## Biografia
Nato in una famiglia di proprietari terrieri e commercianti di prodotti agroalimentari, diplomato in ragioneria, fu imprenditore e commerciante. 
Appassionato di calcio, dal 1928 al 1932 ricoprì la carica di presidente della Reggina. Per sua volontà fu edificato il primo vero stadio della città di Reggio Calabria, intitolato a Michele Bianchi e situato esattamente nel sito del futuro Stadio Oreste Granillo.
Il 25 aprile 1938 ricevette l'onorificenza di Cavaliere dell'Ordine della Corona d'Italia.
Nel 1946 fu eletto all'Assemblea Costituente con il Fronte dell'Uomo Qualunque. Non ebbe incarichi di rilievo nell'assemblea, né intervenne mai in aula. Dal 27 agosto 1947 entrò a far parte del gruppo misto. Alle elezioni politiche 1948 si candidò per il Blocco Nazionale ma non fu eletto.
Sposato con Maria Farisano, ebbero tre figli: Paolo, Giovanni e Raffaella. Morì all'età di 73 anni, nel maggio del 1972.